# Karl Fredell
Karl Johan Gabriel Fredell, född den 24 mars 1889  i Gösslunda församling i Skaraborgs län, död den 19 januari 1955 i Degerfors församling i Värmlands län, var en svensk präst.
Fredell avlade studentexamen i Skara 1908, teologie kandidatexamen i Uppsala 1912 och teologie licentiatexamen 1917. Han prästvigdes för Skara stift 1912. Fredell blev kyrkoherde i Degerfors församling 1926 och kontraktsprost 1941. Han var preses vid 1941 års prästmöte i Karlstads stift. Han utgav skrifterna Evangelium och dogma (1919), Fadern, Sonen och Anden (1932), Guds ord och tron (prästmötesavhandling 1941). Fredell blev ledamot av Nordstjärneorden  1948.